# روبرت هولاوس
روبرت هولاوس (بالألمانية: Rupert Hollaus)‏ كان متسابق دراجات نارية نمساوي فاز ببطولة سباق الجائزة الكبرى للدراجات النارية. نافس في سباقات بطولة العالم لفئة 250 سي سي ولفئة 125 سي سي ولفئة 50 سي سي. كما شارك في كأس جزيرة مان السياحية. توفي إثر حادث تعرض له أثناء السباق.

## الجائزة الكبرى
| المركز | 1 | 2 | 3 | 4 | 5 | 6 |
| النقاط | 8 | 6 | 4 | 3 | 2 | 1 |

(السباقات بالخط المائل تشير إلى أسرع لفة)
| السنة | الفئة     | الفريق    | 1        | 2        | 3         | 4         | 5         | 6        | 7         | 8         | النقاط | الترتيب | الفوز |
| ----- | --------- | --------- | -------- | -------- | --------- | --------- | --------- | -------- | --------- | --------- | ------ | ------- | ----- |
| 1952  | 250 سي سي | موتو جوزي | سويسرا - | مان -    | هولندا -  | ألمانيا 9 | ألستر -   | الأمم 17 |           |           | 0      | —       | 0     |
| 1953  | 125 سي سي | إن إس يو  | مان -    | هولندا - | ألمانيا - | ألستر -   |           | الأمم -  | إسبانيا 3 |           | 4      | 9       | 0     |
| 1953  | 250 سي سي | موتو جوزي | مان -    | هولندا - | ألمانيا 6 | ألستر -   | سويسرا -  | الأمم -  | إسبانيا - |           | 1      | 15      | 0     |
| 1954  | 125 سي سي | إن إس يو  |          | مان 1    | ألستر 1   | هولندا 1  | ألمانيا 1 |          | الأمم -   | إسبانيا - | 32     | 1       | 4     |
| 1954  | 250 سي سي | إن إس يو  | فرنسا 3  | مان 2    | ألستر -   | هولندا 2  | ألمانيا 2 | سويسرا 1 | الأمم -   |           | 26     | 2       | 1     |